# 6665 Кагава
6665 Кагава (6665 Kagawa) — астероїд головного поясу, відкритий 14 лютого 1993 року.
Тіссеранів параметр щодо Юпітера — 3,218.